# Stenopialea primitiva
Stenopialea primitiva är en tvåvingeart som beskrevs av Evert I. Schlinger 1960. Stenopialea primitiva ingår i släktet Stenopialea och familjen kulflugor. Inga underarter finns listade i Catalogue of Life.